# Hassan Hakizimana
Hassan Hakizimana  (* 26. Oktober 1990 in Bujumbura) ist ein burundischer Fußballspieler auf der Position eines Linksverteidigers. Er ist ehemaliger burundischer Fußballnationalspieler und aktuell für Atlético Olympic in seiner Heimatstadt aktiv.

## Karriere

### Verein
Seine Vereinskarriere verbrachte Hakizimana hauptsächlich in seiner burundischen Heimat bei Atlético Olympic. Nur 2009 wechselte er auf Leihbasis zum damaligen türkischen Zweitligisten Giresunspor. Hier konnte er sich jedoch nicht gegen die Konkurrenz durchsetzen und kehrte nach Ablauf der Leihe, ohne ein einziges Spiel absolviert zu haben, zu Atlético Olympic zurück. 2011 gewann er mit diesen Verein seine erste und bisher einzige Meisterschaft.

### Nationalmannschaft
Sein Debüt für die burundische Fußballnationalmannschaft gab Hakizimana am 25. März 2007 gegen Botswana. Bis zu seinem letzten Spiel am 22. Januar 2014 gegen die Auswahl aus der DR Kongo absolvierte er 45 A-Länderspiele und erzielte dabei ein Tor. Er beendete seine Nationalmannschaftskarriere nach dem Vorrundenaus von Burundi bei der Afrikanische Nationenmeisterschaft 2014.

### Erfolge
Verein
- Burundischer Meister: 2011